# 博比·罗布森
羅伯特·威廉·罗布森爵士，CBE（Sir Robert William Robson，1933年2月18日—2009年7月31日），通常被称为波比·笠臣，是曾任英格蘭足球主教練，也是一名已退役的英格蘭足球運動員。

## 生平

### 球員
在近20年的職業球員生涯中，他曾為2支英格蘭球隊效力——富咸和西布朗，在场上司职二中鋒。同时，他代表英格蘭足球代表隊出場20次，並打入4球。
職業生涯晚期他到了加拿大效力當地球會皇家溫哥華，在1968年宣佈退役後，便成為了足球教練。

### 教練

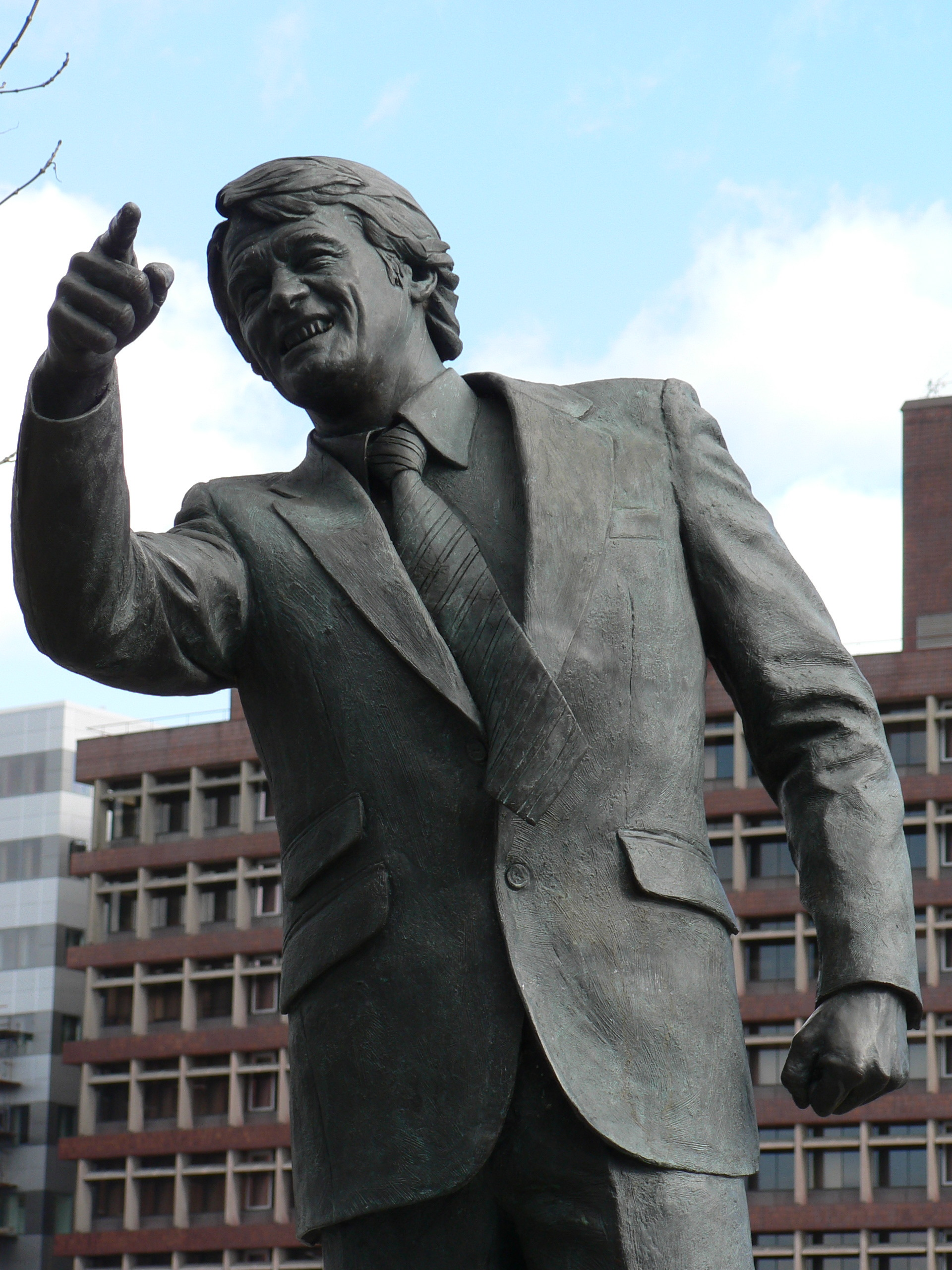
位於葉士域治主場的笠臣銅像

笠臣是一位成功的足球教練，由1968年開始執教至2004年共36年的執教生涯中，曾為不少歐洲大球會帶來錦標。他曾執教的球隊不止英格蘭本土的球會，亦包括歐洲大陸的球會。他曾執教的隊伍包括：英格蘭的富咸、葉士域治，荷蘭的PSV燕豪芬，葡萄牙兩大班霸士砵亭、波圖，西甲巨無霸巴塞羅那。
笠臣也曾於1982年至1990年間執教英格蘭足球代表隊，最佳成績乃帶領國家隊打入世界盃四強，取得殿軍。笠臣最後一支執教的球隊是英格蘭球會紐卡素。
笠臣於2002年受勳為CBE，獲選為英格蘭足球名人堂的成員，亦成為葉士域治的榮譽主席。
現時成為「名帥」的足球領隊摩連奴，年輕時亦曾跟隨當時任波圖主教練的笠臣擔任翻譯，摩連奴從中掌握了一些戰術理念，後來笠臣轉至西甲的巴塞隆拿，深得笠臣重用的摩連奴也隨行至西班牙，令摩連奴從笠臣學習不少執教的知識。

### 逝世
2009年笠臣公開宣稱其肺癌已到末期，至同年7月31日笠臣去世，享年76歲。

## 香火緣
笠臣在效力富勒姆末期隨隊到馬來西亞出戰亞洲明星隊，對陣中的香港球員張子岱及張子慧昆仲的球技十分賞識。當其轉任北美足球聯賽俱乐部溫哥華皇家的球員兼領隊時，即從星島邀請張氏兄弟加盟，其中張子岱的年薪高達14,000美元，更有3,000美元簽紙費，是全隊中高薪的球員。但笠臣因與匈牙利籍班主不和，很快便掛冠而去，返回英格蘭執教富咸。而溫哥華皇家亦僅維持了一季便告退出，張氏兄弟被迫重返香港球壇，張子岱加盟新組成的怡和，而張子慧則投效消防。

## 執教數據

### 球會表現
| 球會      | 國家   | 開始          | 完結          | 紀錄 | 紀錄 | 紀錄 | 紀錄 | 紀錄   |
| 球會      | 國家   | 開始          | 完結          | 場數 | 勝   | 負   | 平   | 得勝率 |
| --------- | ------ | ------------- | ------------- | ---- | ---- | ---- | ---- | ------ |
| 富咸      | 英格兰 | 1968年1月1日  | 1968年11月1日 | 36   | 6    | 21   | 9    | 16.7   |
| 葉士域治  | 英格兰 | 1969年1月13日 | 1982年8月18日 | 709  | 316  | 220  | 173  | 44.6   |
| 英格蘭    | 英格兰 | 1982年        | 1990年        | 95   | 47   | 18   | 30   | 49.5   |
| PSV燕豪芬 | 荷兰   | 1990年        | 1992年        | 76   | 52   | 7    | 17   | 68.4   |
| 士砵亭    | 葡萄牙 | 1992年        | 1994年        | 59   | 34   | 12   | 13   | 57.6   |
| 波圖      | 葡萄牙 | 1994年        | 1996年        | 120  | 86   | 11   | 23   | 71.7   |
| 巴塞羅那  | 西班牙 | 1996年        | 1997年        | 58   | 38   | 8    | 12   | 65.5   |
| PSV燕豪芬 | 荷兰   | 1998年        | 1999年        | 38   | 20   | 8    | 10   | 52.6   |
| 紐卡素    | 英格兰 | 1999年9月2日  | 2004年8月30日 | 255  | 119  | 72   | 64   | 46.7   |
| 總數      | 總數   | 總數          | 總數          | 1446 | 718  | 377  | 351  | 49.4   |

## 執教球隊榮譽
英格兰伊普斯维奇城 Ipswich Town
- 英格兰足总杯冠軍﹕1977/1978
- 欧洲联盟杯冠軍﹕1980/1981
- 德士古杯冠軍﹕1973

英格兰足球代表队 England national football team
- 1990年世界杯足球赛第四名
- 劳斯杯冠军：1986，1988，1989

荷兰埃因霍温 PSV Eindhoven
- 荷兰足球甲级联赛冠軍﹕1990/1991，1991/1992

葡萄牙波尔图 Porto
- 葡萄牙足球超级联赛冠軍﹕1994/1995，1995/1996
- 葡萄牙杯冠軍﹕1993/1994

西班牙巴塞罗那 Barcelona
- 西班牙超级杯冠軍﹕1996
- 西班牙國王盃冠軍﹕1996/1997
- 欧洲优胜者杯冠軍﹕1996/1997

## 外部連結
- Sir Bobby Robson （页面存档备份，存于） - Daily Telegraph obituary
- 足球数据库：博比·罗布森的球员统计数据
- 足球資料庫：博比·罗布森的領隊統計數據
- The Sir Bobby Robson Foundation（页面存档备份，存于）